# درر الجواهر من كلام الشيخ عبد القادر
كتاب يتناول منتخبات من كلام الشيخ عبد القادر الكيلاني ، تأليف أبو الفرج بن الجوزي.

## المؤلف
ابن الجوزي، هو أبو الفرج عبد الرحمن بن أبي الحسن علي بن محمد القرشي التيمي البكري. فقيه حنبلي محدث ومؤرخ ومتكلم (510هـ/1116م - 12 رمضان 597 هـ) ولد وتوفي في بغداد. حظي بشهرة واسعة، ومكانة كبيرة في الخطابة والوعظ والتصنيف، كما برز في كثير من العلوم والفنون. يعود نسبه إلى محمد بن أبي بكر الصديق.
وكتاب «درر الجواهر من كلام الشيخ عبد القادر» يعد من أقدم ما صنف عن عبد القادر الجيلاني وهو كتيب صغير، يحتوي مختارات من كلام الجيلاني وتوجد منه نسخة خطية في خزانة سالم الآلوسي ببغداد.

## مادته
موضوع الكتاب هو الشيخ عبد القادر الجيلاني أو الكيلاني (470 هـ – 561 هـ). وهو متصوف مشهور جدا وتنسب الطريقة الصوفية المشهورة بالقادرية إليه. بهذا العمل الكتابي نسج السلفي الحنبلي أبو الفرج بن الجوزي مبكرا مجدّلة عقدت بين ضفيرة سلفية مع أخرى متصوفة بحيث لا يمكن فلّها. وكان هذا الكتاب محاولة جادة من ابن الجوزي في مواجه تشكل السلفية الإفنائية.
يجد الباحث أن ابن الجوزي سلفي متعايش مع المسلم المتصوف بشكل جميل. وسيستنتج الباحث أن ابن الجوزي نجى من إخفاق البربهاري في استيعاب المشيئة القرآنية المطلقة والواردة في سورة الكهف والتي تجعل مشيئة الكفر أو الإيمان بيد الإنسان والتي تؤكد أنه لا توجد عقوبة دنيوية على اختيار الكفر/البدعة بل كل العقوبات أخروية يجريها الرب عز وجل بحق الظالمين بدون مساعدة من أي إنسان لا في الدنيا ولا في الآخرة: ﴿وَقُلِ الْحَقُّ مِنْ رَبِّكُمْ فَمَنْ شَاءَ فَلْيُؤْمِنْ وَمَنْ شَاءَ فَلْيَكْفُرْ إِنَّا أَعْتَدْنَا لِلظَّالِمِينَ نَارًا أَحَاطَ بِهِمْ سُرَادِقُهَا وَإِنْ يَسْتَغِيثُوا يُغَاثُوا بِمَاءٍ كَالْمُهْلِ يَشْوِي الْوُجُوهَ بِئْسَ الشَّرَابُ وَسَاءَتْ مُرْتَفَقًا ۝٢٩﴾ [الكهف:29].
هكذا لم يفكر ابن الجوزي بمعاقبة المبتدع فقهيا في حين أن البربهاري أطلق عنان فقهه لإقصاء الآخر المختلف ثقافيا ومجتمعيا وجماعتيا ودينيا.